# Hijkersmilde
Hijkersmilde est un hameau situé dans la commune néerlandaise de Midden-Drenthe, dans la province de Drenthe.
Le hameau est situé sur le Drentsche Hoofdvaart, au sud de Smilde.